# Da Un Jung
Dawoon Jung (Asan, Corea del Sur, 7 de diciembre de 1993), más conocido como Da Un Jung, es un artista marcial mixto surcoreano que compite en la división de peso semipesado de Ultimate Fighting Championship.

## Carrera de artes marciales mixtas

### Carrera temprana
Comenzando su carrera en 2015, compiló un récord de 11-2 luchando para varias promociones regionales de Asia Oriental, siendo su logro más memorable ganar el Campeonato de Peso Semipesado de HEAT por TKO contra Yuto Nakajima.

### Ultimate Fighting Championship
Debutó en la UFC contra Khadis Ibragimov el 31 de agosto de 2019 en UFC Fight Night: Andrade vs. Zhang. Ganó el combate por sumisión en el tercer asalto.
Se enfrentó a Mike Rodríguez el 21 de diciembre de 2019 en UFC Fight Night: Edgar vs. The Korean Zombie. Ganó el combate por KO en el primer asalto.
Se esperaba que se enfrentara a Ed Herman el 2 de mayo de 2020 en UFC Fight Night: Hermansson vs. Weidman. Sin embargo, el 9 de abril, el presidente de la UFC, Dana White, anunció que el evento se posponía para una fecha futura. El combate con Herman se reprogramó para el 1 de agosto de 2020 en UFC Fight Night: Smith vs. Rakić. Sin embargo fue retirado del combate el 23 de julio debido a supuestas restricciones de viaje relacionadas con la pandemia de COVID-19.
Se enfrentó a Sam Alvey el 24 de octubre de 2020 en UFC 254. El combate terminó en un empate.
Se esperaba que se enfrentara a Shamil Gamzatov el 10 de abril de 2021 en UFC on ABC: Vettori vs. Holland. Sin embargo, Gamzatov fue retirado del combate el 24 de marzo por supuestos problemas de visa y sustituido por William Knight. Ganó el combate por decisión unánime.
Se esperaba que se enfrentara a Kennedy Nzechukwu el 16 de octubre de 2021 en UFC Fight Night: Ladd vs. Dumont. Sin embargo, el combate fue pospuesto para el 13 de noviembre de 2021 en UFC Fight Night: Holloway vs. Rodríguez por razones desconocidas. Ganó el combate por KO en el primer asalto.
Se enfrentó a Dustin Jacoby el 16 de julio de 2022 en UFC on ABC: Ortega vs. Rodríguez. Perdió el combate por KO en el primer asalto.
Está programado para enfrentarse a Devin Clark el 4 de febrero de 2023 en UFC Fight Night: Lewis vs. Spivak. Perdió el combate por decisión unánime.

## Campeonatos y logros
- HEAT
  - Campeonato de Peso Semipesado de HEAT (una vez)[6]

## Récord en artes marciales mixtas
| Récord profesional | Récord profesional | Récord profesional |
| 20 peleas          | 15 victorias       | 4 derrotas         |
| ------------------ | ------------------ | ------------------ |
| Nocaut             | 11                 | 1                  |
| Sumisión           | 2                  | 1                  |
| Decisión           | 2                  | 2                  |
| Empate             | 1                  | 1                  |

| Resultado | Récord | Oponente          | Método                                     | Evento                                       | Fecha                    | Ronda | Tiempo | Localización       | Notas                                          |
| --------- | ------ | ----------------- | ------------------------------------------ | -------------------------------------------- | ------------------------ | ----- | ------ | ------------------ | ---------------------------------------------- |
| Derrota   | 15-4-1 | Devin Clark       | Decisión (unánime)                         | UFC Fight Night: Lewis vs. Spivak            | 4 de febrero de 2023     | 3     | 5:00   | Las Vegas, Nevada  |                                                |
| Derrota   | 15-3-1 | Dustin Jacoby     | KO (puñetazo)                              | UFC on ABC: Ortega vs. Rodríguez             | 16 de julio de 2022      | 1     | 3:13   | Elmont, Nueva York |                                                |
| Victoria  | 15-2-1 | Kennedy Nzechukwu | KO (codazos)                               | UFC Fight Night: Holloway vs. Rodríguez      | 13 de noviembre de 2021  | 1     | 3:04   | Las Vegas, Nevada  |                                                |
| Victoria  | 14-2-1 | William Knight    | Decisión (unánime)                         | UFC on ABC: Vettori vs. Holland              | 10 de abril de 2021      | 3     | 5:00   | Las Vegas, Nevada  |                                                |
| Empate    | 13-2-1 | Sam Alvey         | Empate (dividido)                          | UFC 254                                      | 24 de octubre de 2020    | 3     | 5:00   | Abu Dhabi          |                                                |
| Victoria  | 13-2   | Mike Rodríguez    | TKO (puñetazos)                            | UFC Fight Night: Edgar vs. The Korean Zombie | 21 de diciembre de 2019  | 1     | 1:04   | Busan              |                                                |
| Victoria  | 12-2   | Khadis Ibragimov  | Sumisión (estrangulamiento por guillotina) | UFC Fight Night: Andrade vs. Zhang           | 31 de agosto de 2019     | 3     | 2:00   | Shenzhen           |                                                |
| Victoria  | 11-2   | Saša Milinkovic   | TKO (codazos)                              | HEAT 44                                      | 2 de marzo de 2019       | 3     | 0:58   | Nagoya             | Combate de peso pesado.                        |
| Victoria  | 10-2   | Abutalib Halilov  | TKO (codazos)                              | Way of The Dragon Championships 3            | 12 de enero de 2019      | 2     | 3:10   | Taipéi             |                                                |
| Victoria  | 9-2    | Yuto Nakajima     | TKO (puñetazos)                            | HEAT 43                                      | 17 de septiembre de 2018 | 2     | 1:33   | Kariya             | Ganó el Campeonato de Peso Semipesado de HEAT. |
| Victoria  | 8-2    | Peterson Almeida  | TKO (puñetazos y codazos)                  | HEAT 42                                      | 27 de mayo de 2018       | 2     | 3:55   | Kariya             |                                                |
| Victoria  | 7-2    | Hulk              | KO (puñetazos)                             | HEAT 41                                      | 23 de diciembre de 2017  | 1     | 2:20   | Nagoya             | Combate de peso pesado.                        |
| Victoria  | 6-2    | Ryo Sakai         | Decisión (unánime)                         | TFC 15                                       | 22 de julio de 2017      | 3     | 5:00   | Seúl               |                                                |
| Victoria  | 5-2    | Hyun Soo Lee      | TKO (puñetazos)                            | TFC Dream 2                                  | 21 de enero de 2017      | 1     | 1:54   | Gyeongsan          | Combate de peso acordado (220 libras).         |
| Victoria  | 4-2    | Shunsuke Inoue    | TKO (puñetazos)                            | HEAT 38                                      | 25 de septiembre de 2016 | 2     | 3:26   | Nagoya             |                                                |
| Victoria  | 3-2    | Handong Kong      | Sumisión (estrangulamiento del brazo)      | Art of War 18                                | 30 de julio de 2016      | 1     | 7:30   | Pekín              | Debut en el peso semipesado.                   |
| Victoria  | 2-2    | Lucas Tani        | TKO (puñetazos)                            | HEAT 37                                      | 6 de marzo de 2016       | 3     | 2:24   | Nagoya             | Combate de peso abierto.                       |
| Derrota   | 1-2    | Roque Martinez    | Sumisión (kimura)                          | Top FC 9                                     | 20 de junio de 2008      | 1     | 4:30   | Incheon            |                                                |
| Derrota   | 1-1    | Jun Soo Lim       | Decisión (mayoritaria)                     | Top FC 8                                     | 15 de agosto de 2015     | 3     | 5:00   | Seúl               |                                                |
| Victoria  | 1-0    | Hyung Chul Lee    | TKO (puñetazos)                            | Top FC 7                                     | 29 de mayo de 2015       | 1     | 1:45   | Changwon           | Debut en el peso pesado.                       |

## Filmografía

### Shows de televisión
| Año  | Título              | Papel       | Notas    | Ref.   |
| ---- | ------------------- | ----------- | -------- | ------ |
| 2022 | The King of Ssireum | Concursante | spin-off | [ 29 ] |